# 505er

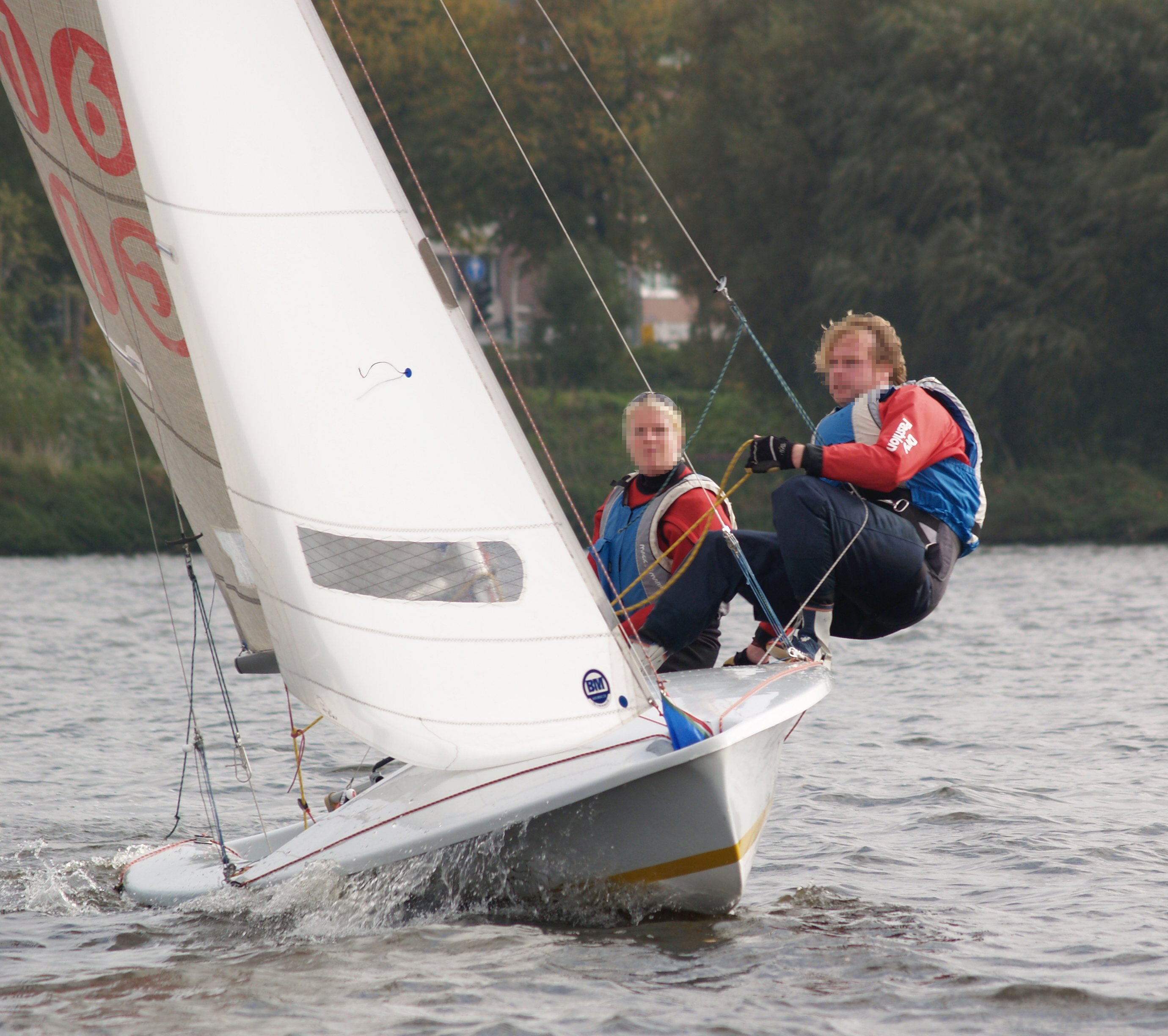
505er am Wind

Der 505er ist eine internationale Klasse für eine Zweimann-Jolle. Ihr Name wird von ihrer Länge (5,05 m) abgeleitet. Das Logo besteht aus den zwei Ziffern „5“ und dazwischen eine tiefgestellte kreisrunde „Null.“ Sie gilt als schnelle, wendige und entsprechend anspruchsvolle Klasse für Regattasegler. Die 505er Regatten werden auf sehr hohem Niveau gesegelt, da viele Spitzensegler (Weltmeister/Europameister/Olympiasieger) aus anderen Bootsklassen auf dieses Boot umgestiegen sind. Entworfen wurde die seit 1955 auch internationale Klasse 1954 vom Briten John Westell.
Der 505er hat inzwischen eine große Verbreitung, so wurden bis 2012 insgesamt 9100 Boote registriert. In Deutschland nehmen seit Jahren ungefähr 100 Teilnehmer an mindestens drei Ranglistenregatten teil; die Anzahl der Schiffe beläuft sich etwa auf 200. Zentren sind der norddeutsche Raum (vor allem Hamburg, Kiel und Eckernförde), der Berliner Raum und Bayern.

## Regatta und Wettfahrten
2005 fand die 50. Weltmeisterschaft der Klasse statt. Es nahmen 170 Schiffe aus zwölf Nationen von vier Kontinenten teil. Damit war dies die bis dahin größte Weltmeisterschaft in der Geschichte. Gesegelt wurde vor Warnemünde. Sieger wurden die Weltmeister von 2001 und 2003 – Europameister 2004 und achtmalige Gewinner der Kieler Woche – das deutsche Team Wolfgang Hunger / Holger Jess.
Hayling Island (GB), gelegen am Solent, war 2006 Schauplatz der Weltmeisterschaft. Angetreten waren 113 Boote dieser Klasse aus 13 Nationen. Sieger wurden die Engländer Mark Upton-Brown und Ian Mitchell (GBR) vor Howard Hamlin und Jeff Nelson (USA) sowie Jens Findel und Johannes Tellen (GER).
Bei der 52. Weltmeisterschaft der 505er in Adelaide, Australien vom 22. Januar bis zum 2. Februar 2007 gewann das dänische Team Jan Saugmann und Morten Ramsbæk. Zwei deutsche Teams platzierten sich unter den Top 10.
2012 fand die WM in La Rochelle/Frankreich statt und hatte mit 190 Booten die größte Beteiligung, die es je bei einer 505 WM gegeben hat. 2013 in Barbados wurde die Hamburger Mannschaft Lehmann/Oehme Weltmeister.

Bilder des 505er
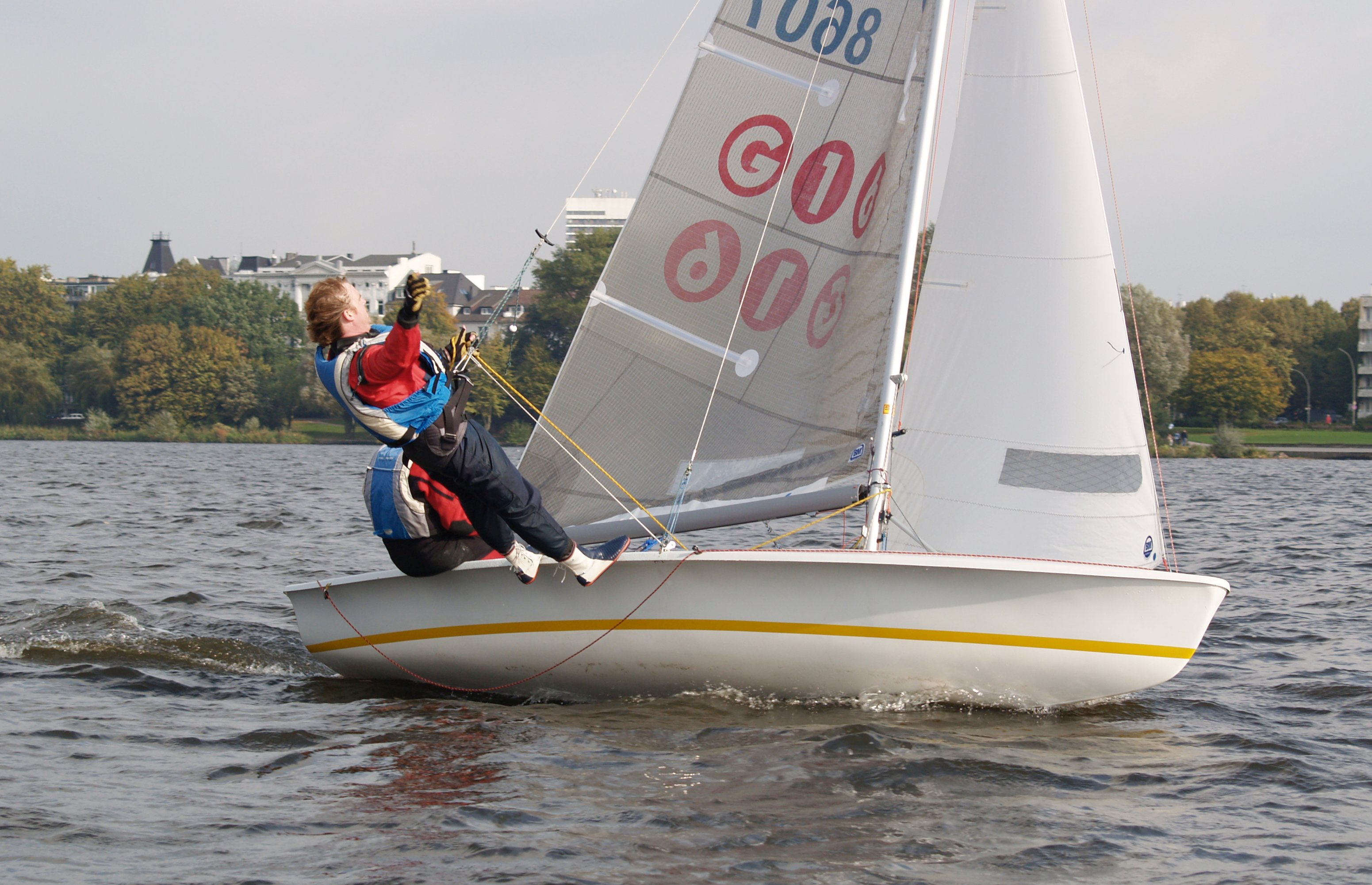
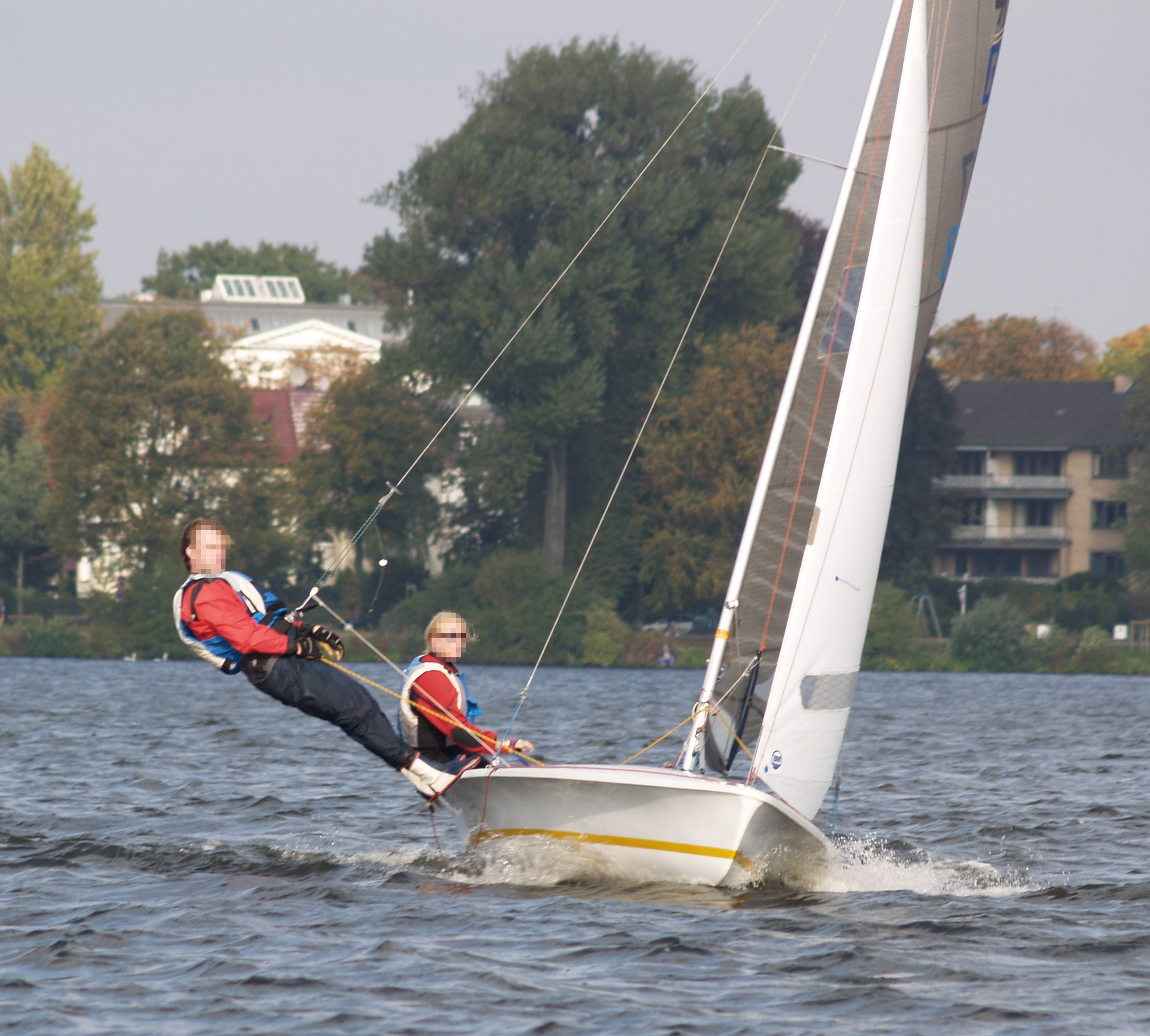
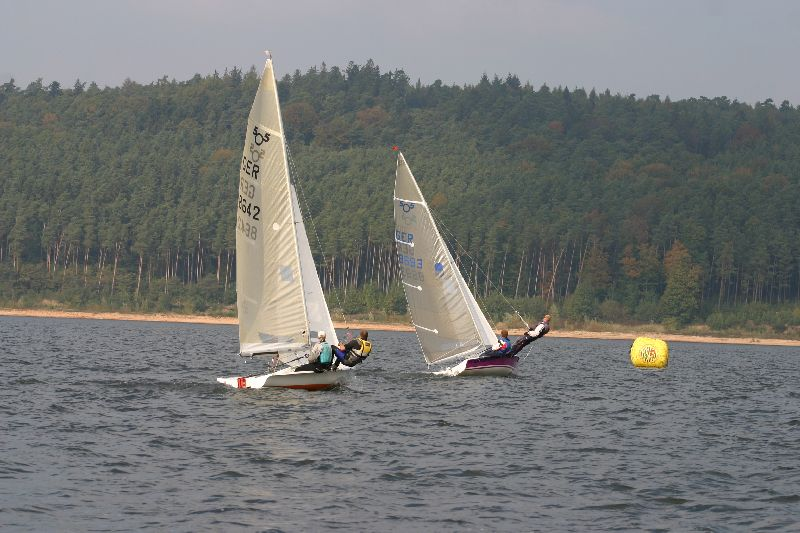
505er auf dem Großen Brombachsee

## Belege
1. ↑  International 505 Class Yacht Racing Association. Archiviert vom Original am 17. Juni 2019; abgerufen am 26. Juni 2019.
2. ↑  Überblick auf der Website der internationalen Klassenvereinigung. In: old.int505.org. Ehemals im Original (nicht mehr online verfügbar); abgerufen am 26. Juni 2019. (Seite nicht mehr abrufbar. Suche in Webarchiven)